# Lequiça
Lequiça (Lequisa, Likisa) ist eine osttimoresische Aldeia im Suco Fadabloco (Verwaltungsamt Remexio, Gemeinde Aileu). 2015 lebten in der Aldeia 529 Menschen.

## Geographie und Einrichtungen
Die Aldeia Lequiça bildet den Südosten des Sucos Fadabloco. Nördlich befindet sich die Aldeia Rileu, westlich die Aldeia Lilitei und südwestlich die Aldeia Raifatu. Im Osten grenzt Lequiça an den Suco Faturasa, im Süden an den Suco Hautoho und im Südosten an das Verwaltungsamt Lequidoe mit seinem Suco Faturilau. Der Fluss Ai Mera bildet die Nordgrenze. Im Osten mündet er in den Bauduen. Der daraus entstehende Hatomeco ist der östliche Grenzfluss Lequiças. Der Grenze zu Hautoho folgt der Mailaha, der zusammen mit dem Coioiai als Coumai die Grenze zu Faturilau bildet. In ihn mündet schließlich auch der Hatomeco und das Gewässer wird zum Noru, der weiter nach Osten fließt. Die Flüsse gehören zum System des Nördlichen Laclós.
Aus Lilitei kommt eine Straße und führt zunächst nach Nordosten durch das Dorf Lequiça, in dem sich eine Grundschule, eine medizinische Station und ein Sendemast von Telkomcel befinden. Wo die Straße nach Südosten schwenkt, liegt das Dorf Tunumanu (Tunomanu), gefolgt von den Dörfern Tatahahi und Gudanarai.

## Politik
Bei den Kommunalwahlen in Osttimor 2009 wurde José da Costa zum Chefe de Aldeia gewählt. Die nächsten Wahlen fanden 2016 und 2023 statt.